# Piekoszów
Piekoszów è un comune rurale polacco del distretto di Kielce, nel voivodato della Santacroce.
Ricopre una superficie di 102,48 km² e nel 2006 contava 15 249 abitanti.